# (13229) Échion
(13229) Échion, désignation internationale (13229) Echion, est un astéroïde troyen jovien.

## Description
(13229) Échion est un astéroïde troyen jovien, camp grec, c'est-à-dire situé au point de Lagrange L4 du système Soleil-Jupiter. Il présente une orbite caractérisée par un demi-grand axe de 5,245 UA, une excentricité de 0,076 et une inclinaison de 3,8° par rapport à l'écliptique.
Il est nommé en référence au personnage de la mythologie grecque Échion, acteur du conflit légendaire de la guerre de Troie.

## Compléments